# Capitani di Libertà
I Capitani di Libertà furono otto uomini che ressero la Repubblica di Genova nel periodo compreso tra il 27 dicembre 1435 e il 28 marzo 1436, ovvero nel secondo periodo della Signora dei Visconti.
Il loro governo subentrò ad un periodo in cui Genova fu appunto soggetta all'influenza viscontea rappresentata da Filippo Maria Visconti tramite diversi governatori l'ultimo dei quali fu Erasmo Trivulzio (il cui governatorato durò un solo giorno) e precedette la reggenza del Doge Isnardo Guarco.